# サイレントウィットネス
サイレントウィットネス（英語表記ではSilent Witness、香港表記では精英大師、1999年 - ）は香港の競走馬。香港スプリントを連覇したほか、デビューからチャンピオンズマイルで負けるまでの間に17連勝した記録を持つ。

## 戦績
オーストラリアでEltiraの名前で一旦は馬名登録されるが、一戦も走ることなく香港のアンソニー・クルーズ（Anthony S Cruz/告東尼）厩舎に移籍・改名する。2002年の秋、3歳（香港表記 日本表記では南半球産のため当時は2歳扱い）で香港の沙田競馬場（シャティン競馬場）においてデビュー戦に勝利し、1戦1勝。2003年は条件戦を3連勝し、続く6月7日の沙田ヴァーズ（沙田銀瓶）で重賞初勝利を飾り、香港2002年/2003年シーズンの最優秀新馬（チャンピオングリフィン）に選出されてシーズンを終える。
香港2003年/2004年シーズンの2003年は10月11日の沙田スプリントトロフィー（沙田短途錦標）、11月22日のキャセイパシフィック・ジョッキークラブスプリント（当時：インターナショナルスプリントトライアル）（香港短途錦標預賽/國泰航空馬會短途錦標）の重賞を2連勝し、無敗の7連勝で12月14日の国際指定レース「香港スプリント（香港短途錦標）」に駒を進める。同レースでは南アフリカ共和国の史上最速の馬と評価されたナショナルカレンシー（National Currency/貨幣名駒）、前年の同レース優勝馬オールスリルズトゥー（All Thrills Too/更歓笑）、同2着馬ファイアボルト（Firebolt/勇捷神駒）、香港2002年/2003年シーズンの年度代表馬でもあり香港短距離三冠馬のグランドデライト（Grand Delight/喜勁寶）などが出走していた。レースでは先行したナショナルカレンシーをゴール前で交わして優勝し、世界中に名を知られることとなった。
2004年に入ると香港短距離三冠を目標に、2月1日のボーヒニアスプリントトロフィー（洋紫荊短途錦標）、3月13日のセンテナリースプリントカップ（百週年紀念短途盃）の2戦を難無く快勝して無敗の10連勝を記録する。三冠の最終戦の4月25日のチェアマンズスプリントプライズ（主席短途獎）では、香港短距離三冠と共に1983年にコタック（Co-Tack/同徳）が打ち立てた10連勝という香港競馬連勝記録の更新に挑んだ。同レースにはサイレントウィットネスの香港短距離三冠を阻止する為に、ボーヒニアスプリントトロフィー3着・センテナリースプリントカップ2着馬のケープオブグッドホープ（Cape of Good Hope/好望角）、2001年/2002年シーズンの香港年度代表馬エレクトロニックユニコーン（Electronic Unicorn/電子麒麟）、前年の優勝馬グランドデライト（Grand Delight/喜勁寶）、2002年の優勝馬ファイアボルト（Firebolt/勇捷神駒）などが出走していた。レースではサイレントウィットネスが終始主導権を握り、先頭を奪われる事無く快勝し、香港短距離三冠を達成した史上3頭目の馬になった。管理するクルーズ調教師は奇しくも騎手時代にコタックの主戦でもあり、コタックの記録を別の立場として塗り替えた。この活躍からサイレントウィットネスは香港2003年/2004年シーズンの年度代表馬・最優秀スプリンター・大衆ベスト人気馬の3部門のタイトルを獲得した。
2004年/2005年シーズンの2004年は昨年同様、11月21日のインターナショナルスプリントトライアルから復帰し、連勝記録を12に伸ばした。続く12月12日の香港スプリントでも香港の代表格として日本のカルストンライトオとサニングデール、フランスのアベイ・ド・ロンシャン賞の優勝馬ヴァー (Var) 、そして翌年の同レースを制するマカオ（当時）の最速馬ナチュラルブリッツ（Natural Blitz/電光火力）などを迎え撃ち、史上2頭目となる香港スプリントの連覇を達成した。2005年に入っても、サイレントウィットネスの連勝は止まらず、1月23日のボーヒニアスプリントトロフィー、2月27日のセンテナリースプリントカップ、そして4月3日のチェアマンズスプリントプライズと勝ちつづけ、2年連続で香港短距離三冠を達成し、アメリカのシガー (Cigar) の持つ連勝記録16に並んだ。
2005年より、香港のチャンピオンズマイル（冠軍一哩賽）と日本の安田記念をシリーズ化して行われるアジアマイルチャレンジが整備され、サイレントウィットネス陣営もブリーダーズカップ・マイル（と当時の最強馬ゴーストザッパー (Ghostzapper) とのマッチレース）を目標と明言し、スプリント路線からマイル路線へと活躍の場を求めていくことになる。そして4月24日、17戦目に選んだのが初めての距離となる1400mのクイーンズシルヴァージュビリーカップ（女皇銀禧紀念盃）であったが、このレースでもサイレントウィットネスは他馬を寄せ付けずに勝利を収め、ついに17連勝を達成した。デビューからの17連勝はグレード制導入後の世界記録である（のちにアメリカのゼニヤッタがこの記録に並ぶ。)。また、この日の沙田競馬場では、先に配布された引換券と交換で先着順にサイレントウィットネスの記念野球帽を配布するという催しがあったのだが、2000人以上のファンが殺到し将棋倒しとなる事故が起きた。幸いにして死者は出なかったが、この事故を初めとしてサイレントウィットネスが新聞の一般面のトップを飾ることは非常に多くなり、ひとつの社会現象となっていた。しかし、短期間での連戦の影響からか、この頃からサイレントウィットネスは強く入れ込むようになり、レースで折り合いに苦労する面が見られるようになる。
5月14日には初のマイル戦となるチャンピオンズマイルに出走する。アジアマイルチャレンジの第1戦のホスト国の総大将として、日本のコスモバルクやイギリスのアトラクションらを迎え撃つこととなった。しかしながら、この日もサイレントウィットネスはパレードリング（パドック）でもうるさいところを見せ、レースでもスプリント戦とのペースの違いに折り合いを欠いたためジョッキーのフェリックス・コーツィー（Felix Coetzee/高雅志）が抑え切れない形で先行する形となった。ゴール前まで先頭だったが、ゴール寸前のところで直線インコースをすり抜けてきた同厩舎のブリッシュラック（Bullish Luck/牛精福星）にわずかに差され、連勝は17でストップした。
アジアマイルチャレンジの第2戦の安田記念については一旦は連戦の疲れとレース間隔の短さ、そして距離不適を理由に回避を表明したが、その後撤回し、初の海外遠征となる安田記念に出走することとなった。前走比較で20kg以上の体重減に加えて折り合いに欠けた状態であったが、先行馬総崩れの中で3着に健闘した。シーズン後期はややトーンダウンしたが、それでも世界記録達成などの活躍が認められ、2004/2005シーズンも年度代表馬・最優秀スプリンター・大衆ベスト人気馬を受賞。陣営は以後はスプリント路線に専念することを明言した。
そして6歳となった2005/2006シーズンは10月2日に日本の中山競馬場で行われたスプリンターズステークスでは前々年の覇者デュランダル、前年の覇者カルストンライトオ、春に高松宮記念を制したアドマイヤマックス等がいる中、1番人気に支持された。レースでは速いペースの中で先行し、最後の直線の坂を上ったところで一気に抜け出し、大外から差してきた2番人気のデュランダルに1 1/4馬身差をつけて1分7秒3のタイムで見事に勝利した。多くの香港から駆けつけたファンと日本のファンの前で外国での初のG1勝利を達成した。
帰国後に凱旋セレモニーの際にファンの前に姿を現したが、これが原因で体調を悪くしてしまい、出走を予定していたインターナショナルスプリントトライアルを直前で回避した（日本からの帰国途中に感染したインフルエンザが原因と日本では報道された）。次の香港スプリントも、体調が戻らず回避した。これにより予定されていた2月のオーストラリア遠征も撤回した。
2006年の2月26日にセンテナリースプリントカップで半年振りに復帰したが、精彩を全く欠き、1400m以下では初の敗戦となる7着に惨敗した。この席で、オーナーのダ・シルバは日本でのインフルエンザ感染説を否定するも、スプリント戦への適応力に疑問を投げかけ始めた。1ヵ月後の3月26日にはチェアマンズスプリントプライズに出走。前走の惨敗から1番人気を明け渡すことになり、レースでも3着に敗れたが、レース内容はオーナーのダ･シルバを安堵させるもので、今後は距離延長に復活への明るい展望を見出したと語った。
そして4月15日クイーンズシルヴァージュビリーカップではメンバーに恵まれた面もあったが、先行力を見せ2着に入線。復調を窺わせ、今後への希望を繋げる結果を出したが、勝ち馬であるジョイフルウィナー（Joyful Winner/勝利飛駒）がこれが重賞初勝利であったことから先行きが明るいとは言い難い状態であった。
次いで予定通り5月7日のチャンピオンズマイルに出走し、果敢に先行したが、直線に入ってからの伸びが全く見られず9着に敗れた。その後に日本の安田記念の出走馬として選出されたが、両前脚の球節部分に炎症を起こしてしまったため遠征を断念する。結局、2005/2006シーズンは香港では1度も勝利を上げることができず、3年連続の年度代表馬受賞は逃したが、日本遠征が評価され3年連続で最優秀スプリンターに選出された。
5ヶ月の休養後、2006/2007シーズンの初戦として日本のスプリンターズステークスに出走する。前年の優勝馬ながらこのところの不調と大幅な体重増などの影響で3番人気となった。レースは好スタートからテイクオーバーターゲットなどに並んで先頭で進めるも、最後は同馬に突き放され、後続から追い込んできた馬にも差され4着と敗れた。続いてのインターナショナルスプリントトライアルでも4着と敗れた。そして香港スプリントに出走。いつものように好位から進めるが、アブソリュートチャンピオンに及ばず2着に敗れた。
年が明けて2007年の1月1日に行われたチャイニーズクラブチャレンジカップに出走。1番人気に推されたものの精彩を欠いて7着に敗れ、更に致命的なレベルでないものの脚部のあちこちに不安を抱えていることから、陣営はいよいよ本格的に引退に向けての協議に入った。当初、センテナリースプリントカップからチェアマンズスプリントプライズを経て引退のプランが設けられていたが、センテナリースプリントカップ直前になっても前走のダメージが抜けきらないことから、このレースを最後に引退することが決定。迎えた2月4日、センテナリースプリントカップに出走。自身にとって初のブリンカー着用でのレースとなったが10頭中9着で現役生活を終えた。
同年2月25日、沙田競馬場にて多くのファンに見守られながら引退式が執り行われ、競馬場を去った。
通算勝利数18勝、G1タイトル9勝、重賞14勝はいずれも香港レコード。また獲得賞金62,496,396香港ドルも引退当時の香港レコードであった（後にヴェンジェンスオブレインが更新）。
引退後はオーストラリア・メルボルン郊外にある功労馬のけい養施設であるリヴィングレジェンドファームにて余生を送る。

## 競走成績
29戦18勝
- 香港スプリント（香港短途錦標）（2003年・2004年）
- ボーヒニアスプリントトロフィー（洋紫荊短途錦標）（2004年・2005年）
- センテナリースプリントカップ（百週年紀念短途盃）（2004年・2005年）
- チェアマンズスプリントプライズ（主席短途獎）（2004年・2005年）
- インターナショナルスプリントトライアル（香港短途錦標預賽）（2003年・2004年）
- クイーンズシルヴァージュビリーカップ（女皇銀禧紀念盃）（2005年）
- 沙田ヴァーズ（沙田銀瓶）（2003年）
- 沙田スプリントトロフィー（沙田短途錦標）（2003年）
- スプリンターズステークス（2005年）

## 血統表
| サイレントウィットネスの血統（ミスタープロスペクター系 / Native Dancer4×5=9.38%（父内）） | サイレントウィットネスの血統（ミスタープロスペクター系 / Native Dancer4×5=9.38%（父内）） | サイレントウィットネスの血統（ミスタープロスペクター系 / Native Dancer4×5=9.38%（父内）） | （血統表の出典）       | （血統表の出典） |
| 父 El Moxie 1986 鹿毛                                                                     | 父の父Conquistador Cielo 1979 鹿毛                                                        | Mr. Prospector                                                                            | Raise a Native         | Raise a Native   |
| 父 El Moxie 1986 鹿毛                                                                     | 父の父Conquistador Cielo 1979 鹿毛                                                        | Mr. Prospector                                                                            | Gold Digger            |                  |
| 父 El Moxie 1986 鹿毛                                                                     | 父の父Conquistador Cielo 1979 鹿毛                                                        | K D Princess                                                                              | Bold Commander         | Bold Commander   |
| 父 El Moxie 1986 鹿毛                                                                     | 父の父Conquistador Cielo 1979 鹿毛                                                        | K D Princess                                                                              | *Tammy's Turn          |                  |
| 父 El Moxie 1986 鹿毛                                                                     | 父の母Raise the Standard 1978 鹿毛                                                        | Hoist the Flag                                                                            | Tom Rolfe              | Tom Rolfe        |
| 父 El Moxie 1986 鹿毛                                                                     | 父の母Raise the Standard 1978 鹿毛                                                        | Hoist the Flag                                                                            | Wavy Navy              |                  |
| 父 El Moxie 1986 鹿毛                                                                     | 父の母Raise the Standard 1978 鹿毛                                                        | Natalma                                                                                   | Native Dancer          | Native Dancer    |
| 父 El Moxie 1986 鹿毛                                                                     | 父の母Raise the Standard 1978 鹿毛                                                        | Natalma                                                                                   | Almahmoud              |                  |
| 母 Jade Tiara 1993 黒鹿毛                                                                 | 母の父Bureaucracy 1987 黒鹿毛                                                             | Lord Ballina                                                                              | Bletchngly             | Bletchngly       |
| 母 Jade Tiara 1993 黒鹿毛                                                                 | 母の父Bureaucracy 1987 黒鹿毛                                                             | Lord Ballina                                                                              | Sunset Girl            |                  |
| 母 Jade Tiara 1993 黒鹿毛                                                                 | 母の父Bureaucracy 1987 黒鹿毛                                                             | Tulla Doll                                                                                | Oncidium               | Oncidium         |
| 母 Jade Tiara 1993 黒鹿毛                                                                 | 母の父Bureaucracy 1987 黒鹿毛                                                             | Tulla Doll                                                                                | Doll                   |                  |
| 母 Jade Tiara 1993 黒鹿毛                                                                 | 母の母Jade-Amanda 1986 栗毛                                                               | Grosvenor                                                                                 | Sir Tristram           | Sir Tristram     |
| 母 Jade Tiara 1993 黒鹿毛                                                                 | 母の母Jade-Amanda 1986 栗毛                                                               | Grosvenor                                                                                 | My Tricia              |                  |
| 母 Jade Tiara 1993 黒鹿毛                                                                 | 母の母Jade-Amanda 1986 栗毛                                                               | Comptroller                                                                               | Sumuggler              | Sumuggler        |
| 母 Jade Tiara 1993 黒鹿毛                                                                 | 母の母Jade-Amanda 1986 栗毛                                                               | Comptroller                                                                               | Shifnal's Pride F.13-a |                  |